# Aurelio Menéndez
Aurelio Menéndez est un juriste et homme politique espagnol né le 1er mai 1927 à Gijón et mort le 3 janvier 2018 à Madrid.
Il est ministre de l'éducation et des sciences entre 1976 et 1977 dans le second gouvernement pré-constitutionnel présidé par Adolfo Suárez.
En 1994, il reçoit le prix Prince des Asturies de sciences sociales.